# Tubex Packaging

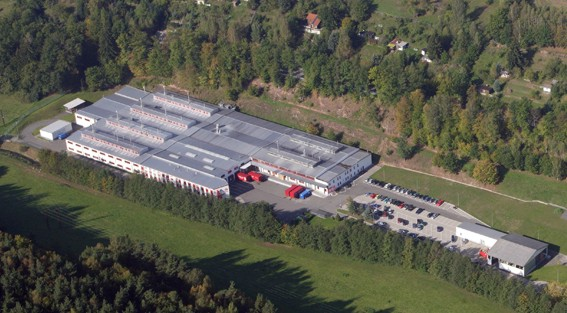
Firmengelände (2006)

Die Tubex Packaging GmbH ist die Konzernobergesellschaft der Tubex-Gruppe, einem mittelständischen, inhabergeführten Hersteller von Verpackungsmaterialien, insbesondere Tuben aus Aluminium und Kunststoff mit dem Hauptsitz in Rangendingen im Zollernalbkreis in Baden-Württemberg. 
Die Tubex-Gruppe hat Werke in Deutschland (mit den Standorten Rangendingen, Wasungen und Ludwigsburg), Österreich (Wolfsberg), Slowakei (Žarnovica), Russland (Uljanowka) und China (Jiangmen, Provinz Guangdong) sowie Verkaufsniederlassungen in Spanien, Frankreich und Polen.
Ein zur Gruppe gehörendes Unternehmen, die CTA GmbH in Ludwigsburg, ist zudem im Bereich der Entwicklung, Herstellung, Abfüllung und Verpackung von chemisch-technischen Erzeugnissen (Industriefette, Silikone, Klebstoffe, Benzine) tätig.